# 絵画商法
絵画商法（かいがしょうほう）とは、常設店舗ではなくイベント会場などで展示会を行い、高額な絵画を販売している事業者のうち、市場価格と比べて高額な値段で売りつける悪徳商法を総じて言われている名称である。展示会商法の一種として位置づけられている。

## 概要
繁華街などの街頭に画廊風のイベント会場を構え、そこへ客を勧誘して絵画やイラストレーションなどの「原画」や「版画」と称した商品を高額な価格で販売する商法。スタッフが「展示会」と称して通行人を招きいれ、周到かつ強引な手法で売買契約を結ばせるといった手口を持つ。バブル期、新宿や秋葉原などで見られ、絵を勧誘、売り付ける事より「エウリアン」とも呼ばれた。
販売される「絵」の多くは、「版画」であるが、美術品としての価値は殆ど認められないインテリアアートがほとんどである。シルクスクリーンなどの伝統的な版画手法を用いたものもあるが、大型で精巧なインクジェットプリンタによる印刷（ジークレー）、写真のポジフィルムと同じ原理を用いたシバクローム（チバクローム）、オフセット印刷などの大量複製可能な技術が多く用いられている。

## 被害の例
1999年10月10日に大手スーパー内の個室で約5時間にわたり契約しなければ帰宅できないとまで思わせて版画を82万9000円で販売した事例で、2001年12月27日、青森地方裁判所十和田支部は、販売価格が市場価格の3倍から5.7倍であり暴利であること、月賦価格について説明の確認がなく、支払い能力を確認していないことなどから、商道徳を逸脱した違法なもので公序良俗違反であり契約は無効であるとして、クレジット会社からの請求に対する支払い停止の抗弁を認める判決を下している。この版画の通常の流通価格は約14万5000円から約20万円とされる。
女性から携帯電話で展示会に誘われ一度目は1枚目は167万円で2枚目は125万円で購入させられた事例では、専門家の見立てでは1枚1000円位であったが、この業者は消費生活センターが解約交渉に入ると速やかに解約に応じるため、同様の被害が繰り返されている、相談者がその時点では納得したと見えるため被害に遭ったと認識するまで時間がかかるケースが多く、初めから販売目的であった事実を認識させることを遅らせて解約条件を不利にしていることが問題だと独立行政法人国民生活センターは指摘している。
2005年9月25日に版画を48万円で販売した事例で、2008年11月27日、東京高等裁判所は、特定商取引法および消費者契約法に反する行為が多数あったとして、版画制作会社と販売会社に損害賠償を、両社取締役には第三者責任を認めた。このケースでの5社の絵画買取業者の査定は5000円から1万2000円であった。

## 消費者保護
展示会商法は特定商取引に関する法律の規制を受ける場合が多く、クーリングオフ制度等の消費者保護制度の適用があるものが多い。

## 取り扱っている主な作家
絵画商法を行なう会社の公式ウェブサイトには多数の作家の名前が並んでいるが、多くの場合において販売会社と作家の関係は明らかにされていない。
画家のヒロ・ヤマガタは、「日本で紹介されている作品の多くは、米国の悪徳画商にだまされ、押しつけられて描いた絵だ」と主張している。ただし、「気に入るまでやったら百四十色になっていた」ともインタビュー内で発言しており、自分の意志で書いているともとれる。
ゲーム『Memories Off』の原画家である松尾ゆきひろは、「本人の知らないうちに企画・実行されていてどんな展示会かも知らない、後からサインを入れる業務が発生した」とブログ上に記載している。
イラストレーターの純珪一は、一度目は「企画書の内容を深く確認せずに、販売目的ではなく展示だけが目的だと思い込んで無償で作品を提供し、複製原画にサインを入れる段階でおかしいと気付いたが手遅れだった」、二度目は「許諾なく販売された後にサインを入れるよう要請された」と、ブログ上で主張している。この件について、純は「作家の多くが立場的に弱い個人事業主であるために法的手段を採ることが難しいことも、絵画商法が成り立つ一因ではないか」と指摘している。
2022年現在も絵画商法は形を変えて生き残っているものの、主力のヒロ・ヤマガタが足を洗ったことから、かつて程の盛り上がりではない。